# Casa de Trubetskói

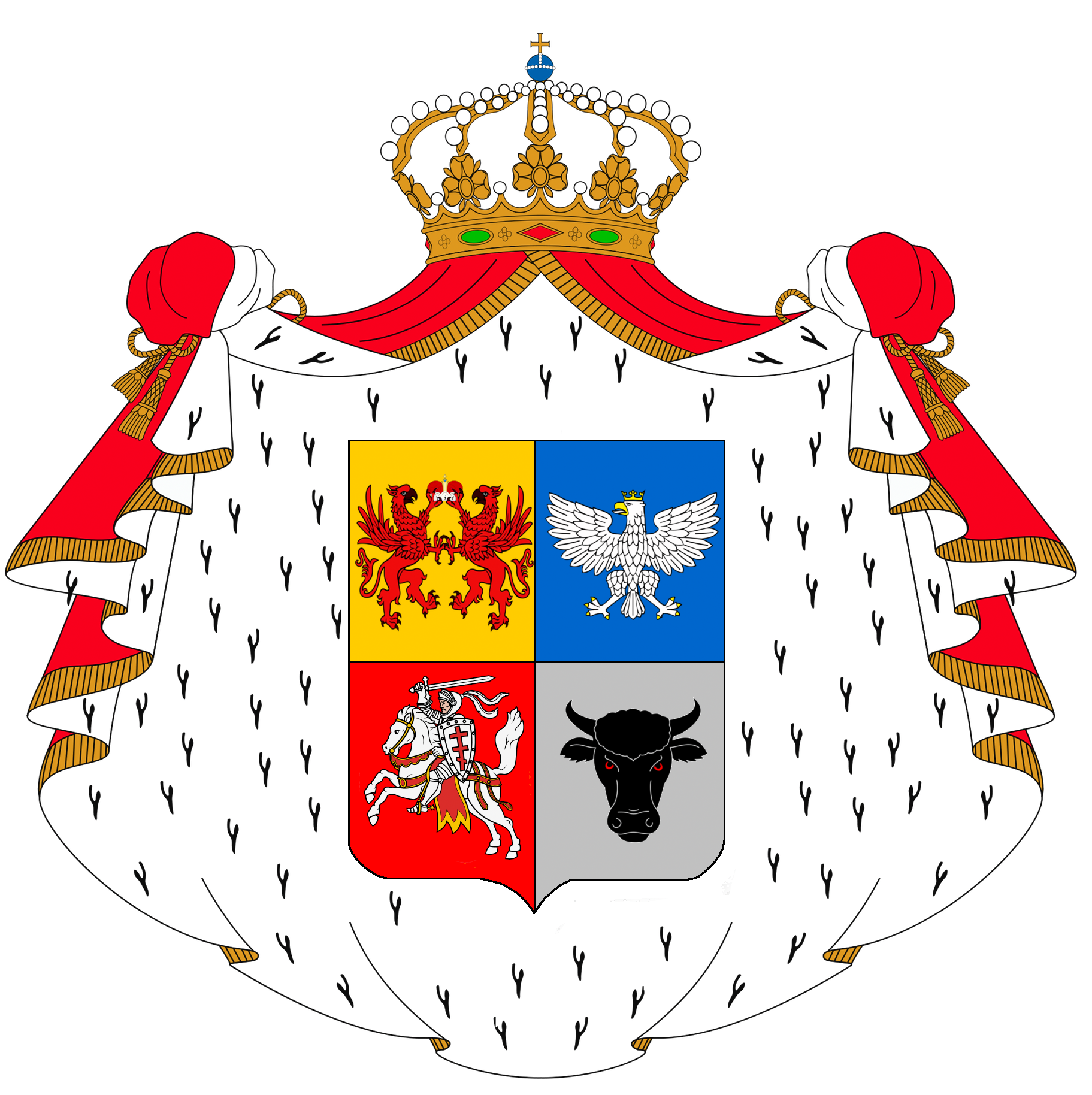
Escudo de armas de la Casa de Trubetskói.

La Casa de Troubetzkoy o Trubetskói (en ruso Трубецкой) es una casa nobiliaria rusa de origen ruteno cuyo nombre proviene de la ciudad de Trubetsk, conquistada junto con las de Drutsk y Briansk por el príncipe Dmitri de Briansk (+1399), hijo de Algirdas, gran duque de Lituania, y de María de Vítebsk, y nieto de Gediminas, reinante a finales del siglo XIII, de quienes desciende la familia. 
Figura en el primer lugar de la Tabla de rangos del Imperio ruso, elaborada por Pedro I de Rusia en la que se divide la nobleza rusa en catorce clases sociales. Sus miembros ostentan la dignidad de príncipes (kniaz) de Trubetskói, reconocida desde el siglo XVI por Lituania, Polonia y Rusia.
Sus miembros están muy ligados al arte, la literatura y otras ciencias.

## Miembros destacados
- Serguéi Petróvich Trubetskói (1790-1860), oficial del Ejército Imperial Ruso participante en la Revuelta decembrista.
- Sofía Troubetzkoy (1838 - 1898), mujer de José Isidro Osorio y Silva-Bazán, defensores y aliados de Alfonso XIII y su madre Isabel en el periodo de la Restauración. Protagonizó la rebelión de las Mantillas e introdujo el árbol de Navidad en España.
- Serguéi Trubetskói (1862 - 1905), filósofo y jurista ruso.
- Yevgueni Trubetskói (1863 - 1920), filósofo y jurista ruso.
- Paolo Troubetzkoy (1866 - 1938), escultor y pintor impresionista de origen ruso y nacido en Italia.
- Nikolái Trubetskói (1890 - 1938), lingüista ruso, padre de la fonología estructural.